# Миронівський Іван Степанович
Іван Степанович Миронівський (19 січня 1902, с. Савинці, Київська губернія — 09 квітня 1938, Київ) — український діяч аграрної освіти, директор Київського агрохімічного інституту в 1930—1934 роках. Репресований та розстріляний.
У 1926 році закінчив Білоцерківський сільськогосподарський інститут. Певний час був агрономом селекційно-дослідної станції в Краснокутському районі Харківської області. У 1930 чи 1931 році очолив Київський агрохімічний інститут, один з семи інститутів, що були утворені на місці Київського сільськогосподарського інституту. У 1934 році домігся повернення йому назви КСГІ.
У 1935—1937 роках працював в Українському науково-дослідному інституті землеробства.
Заарештований за звинуваченням у приналежності до української націоналістичної організації. Серед інших звинувачень — прагнення відновити Київський сільськогосподарський інститут, розформований 1930 року, з чим Миронівський звертався до Держкомзему. Розстріляний 1938 року, похований у східному передмісті Києва Биківні. Реабілітований 1965 року.
Був одружений з Марією Гнатівною Розкішною, подружжя мало сина Петра, народженого 1928 року.